# Plegapteryx subsplendens
Plegapteryx subsplendens är en fjärilsart som beskrevs av Holland 1893. Plegapteryx subsplendens ingår i släktet Plegapteryx och familjen mätare. Inga underarter finns listade i Catalogue of Life.